# Старий Мізунь
Старий Мізунь — село в Вигодській громаді Калуського району Івано-Франківської області України. Неподалік села розташована гідрологічна пам'ятка природи — Болото Ширковець.

## Історія
У податковому реєстрі 1515 року в селі документувалося 8 ланів (близько 200 га) оброблюваної землі. 1939 року тут проживало 5060 мешканців (4520 українців, 280 поляків, 80 латинників, 160 євреїв, 20 німців та інші національності).
У 1944 р. 126 людей вбили угорці.
За даними облуправління МГБ у 1949 р. у Вигодському районі підпілля ОУН найактивнішим було в селі Старий Мізунь.

## Населення

### Мова
Розподіл населення за рідною мовою за даними перепису 2001 року:
| Мова       | Кількість | Відсоток |
| ---------- | --------- | -------- |
| українська | 2851      | 99.03%   |
| російська  | 22        | 0.77%    |
| польська   | 2         | 0.07%    |
| словацька  | 2         | 0.07%    |
| румунська  | 1         | 0.03%    |
| угорська   | 1         | 0.03%    |
| Усього     | 2879      | 100%     |

## Світлини

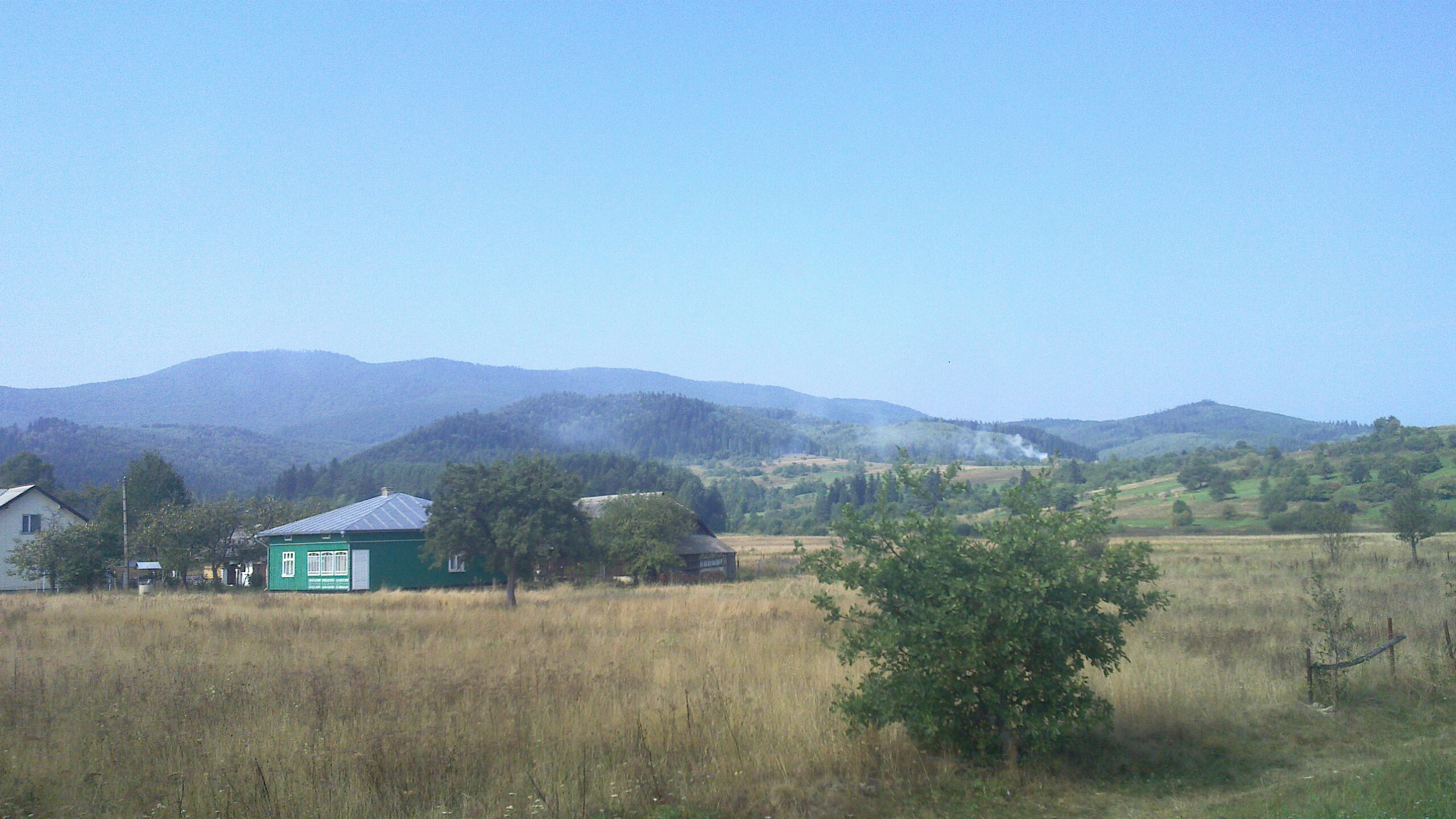
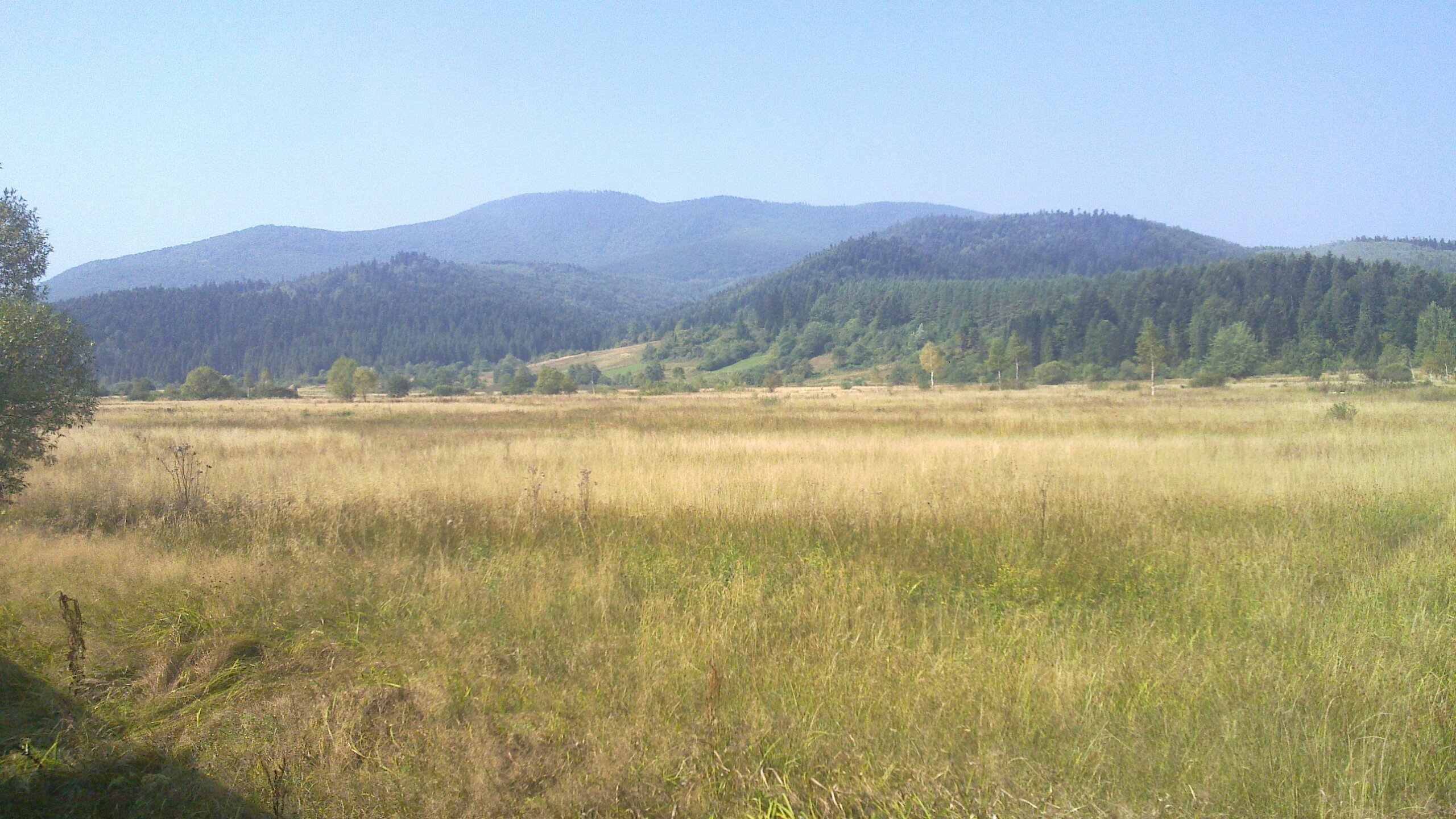
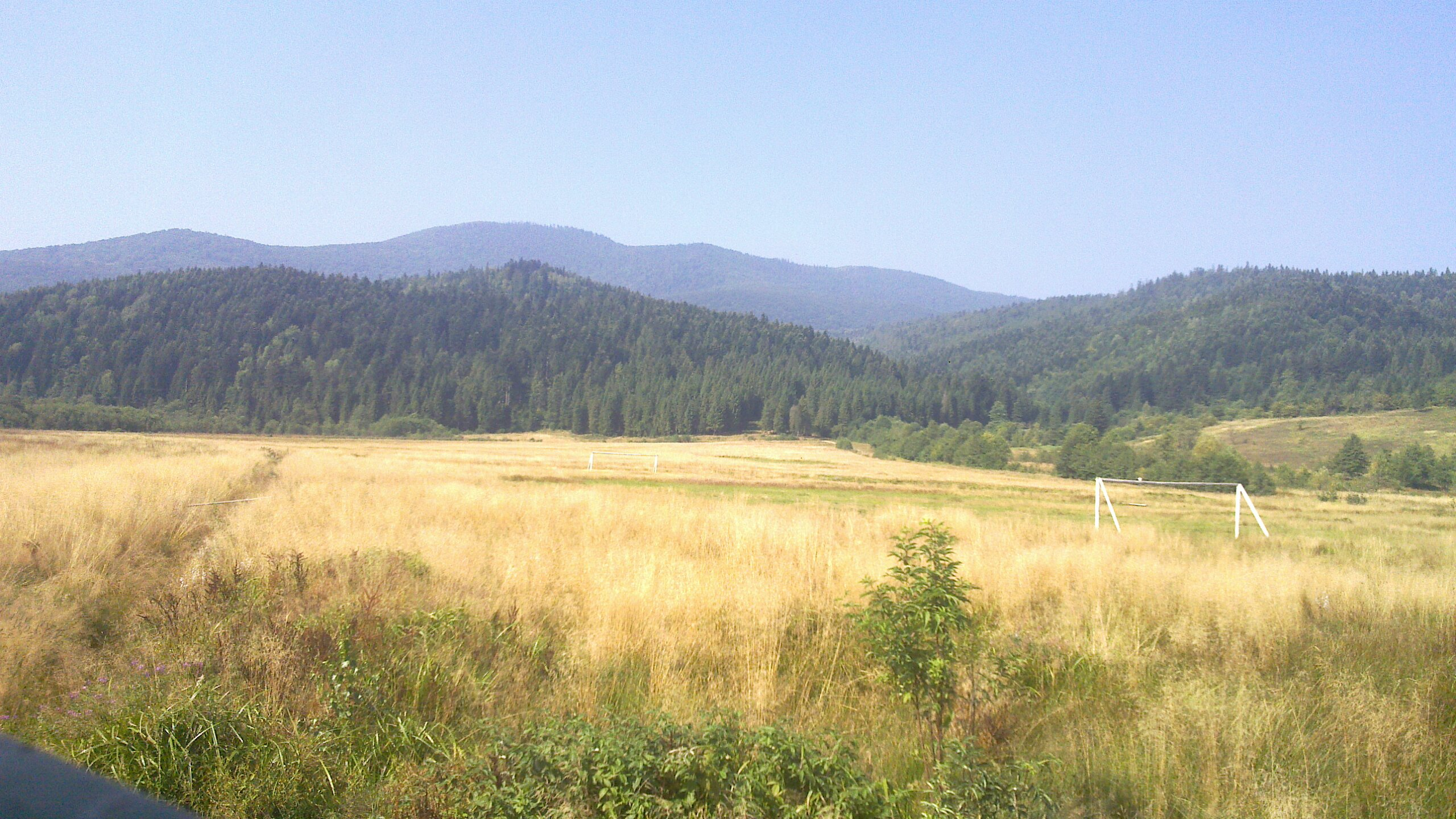
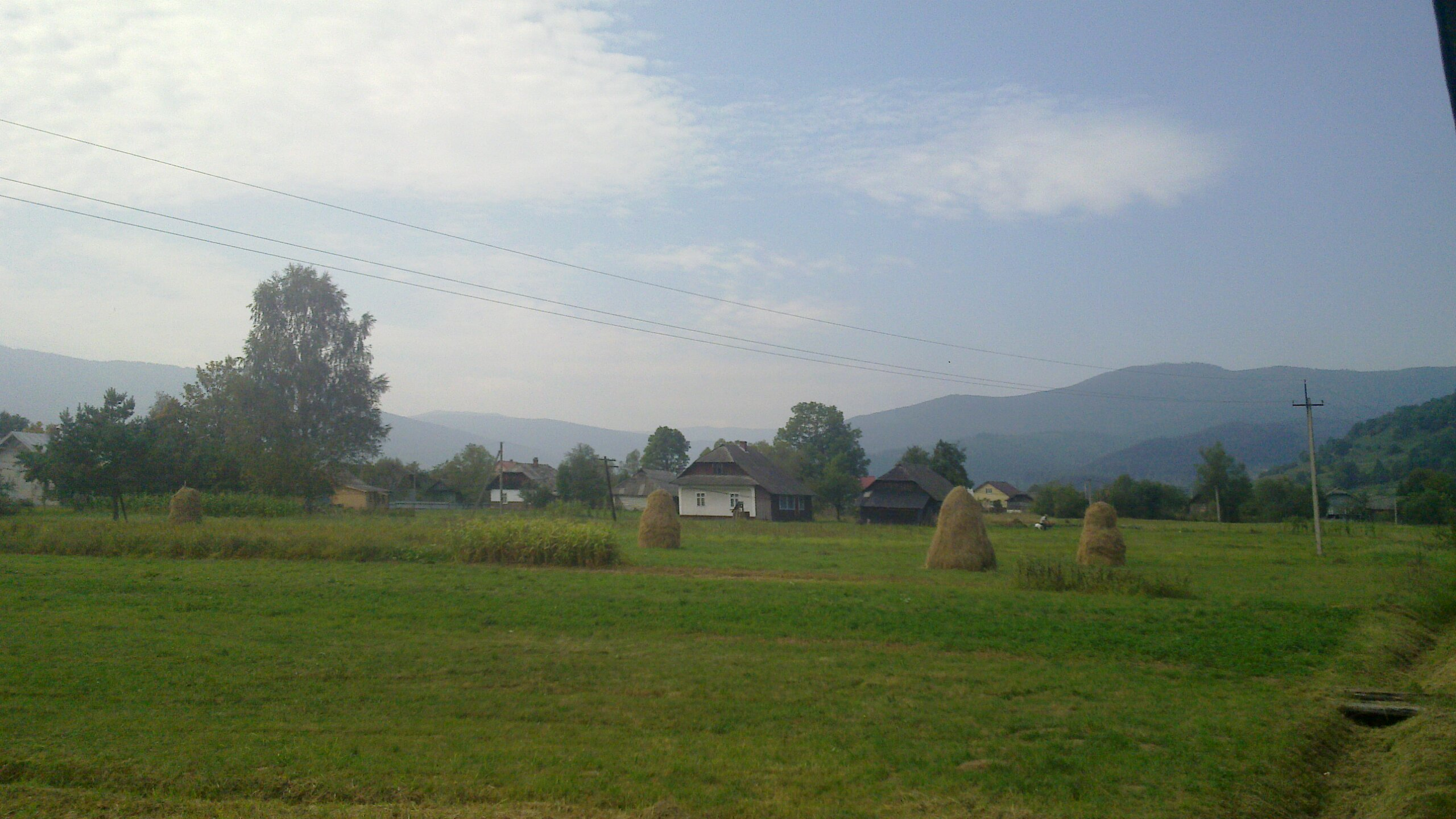

## Відомі люди

### Народились
- Верховинець Василь Миколайович — український композитор, диригент і хореограф, перший теоретик українського народного танцю;
- Верховинець Осип — хоровий диригент, педагог. Брат Василя, батько Галини Верховинців;
- Ціпановська Ольга — українська громадська діячка в Перемишлі та Львові, піаністка і диригентка, музична педагогиня;
- Дорожинський Діонісій — священик Української Греко-Католицької Церкви, богослов, церковний і освітньо-культурний діяч;
- Тюшка Осип — український політичний діяч, член ОУНР, тереновий провідник ЗЧ ОУНР в Австрії;
- Горбай Володимир — «Галайда» (1922—1949, с. Солуків) — командир сотні УПА «Опришки», заступник референта СБ Долинського надрайонного проводу ОУН[6];
- Дудина Павло Петрович — “Ворожбит” (1924, с. Старий Мізунь Долинського р-ну Івано-Франківської обл. ‒ 16.03.1949, с. Рахиня Долинського р-ну Івано-Франківської обл.). В УПА з 1944 р. Стрілець відділу “Опришки” (вд.88) ТВ-23 “Маґура” ВО-4 “Говерля” (1945-1946). Переведений до теренової мережі ОУН. Бойовик боївки референтури СБ Долинського надрайонного проводу ОУН (1947-1948), комендант боївки референтури СБ Долинського районного проводу ОУН (1948-03.1949). Загинув під час збройної сутички із чекістсько-військовою групою (у скл. опергрупи Долинського РВ УМДБ та підрозділу внутрішніх військ МДБ). Відзначений Вирізненням (22.01.1946); відзначений за рани одною Срібною зіркою (з датою поранення). Старший стрілець (?), вістун СБ (1.11.1947);
- Клим Іван — повітовий провідник ОУН Долинщини, член Крайового Проводу ОУН Осередніх і Східних Земель;
- Клим Михайло — український військовик, хорунжий УПА, командир куреня «Промінь», командир ТВ-23 «Магура» (Калуського) УПА;
- Наум Наталія Михайлівна — українська кіноакторка, народна артистка УРСР (1974). Дружина українського кінорежисера Володимира Денисенка. Мати акторів Тараса та Олександра Денисенків;
- Максименко Віталій Миколайович — український дипломат;
- Матусевич Олександр — український політик, народний депутат України 9-го скликання.